# Loggia di Saragozza
La Loggia di Saragozza è un edificio in stile rinascimentale che si trova a Saragozza.

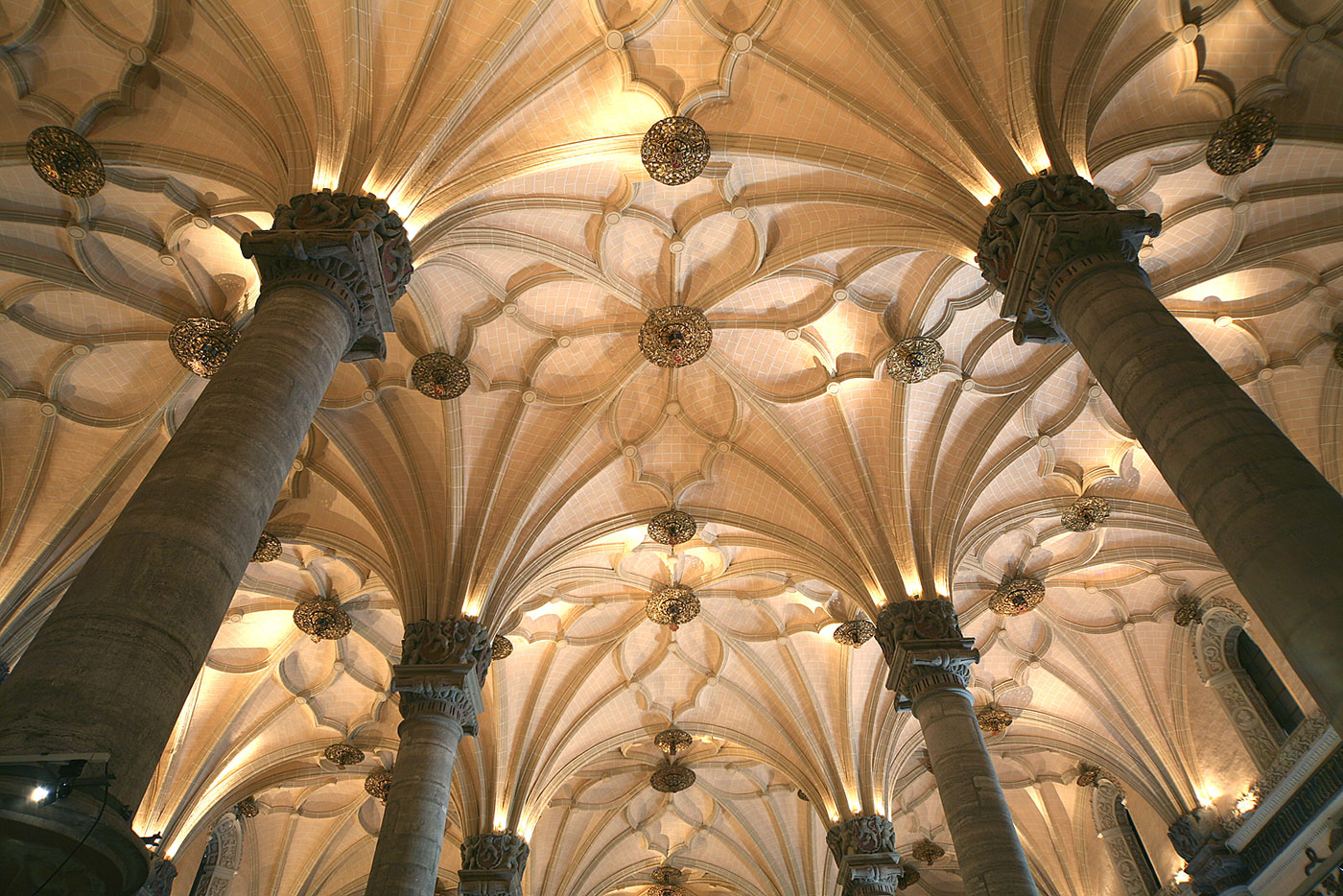
Volta a crociera dell'interno

## Storia e descrizione
Il palazzo venne costruito su progetto di Juan de Sariñena tra il 1541 e il 1551 per esser il luogo deputato agli scambi commerciali, al posto invece di usare i recinti ecclesiastici come quello della Seo.
Il progetto dell'edificio trae ispirazione dalla Loggia di Valencia e da quella di Maiorca e rappresenta il più importante edificio in stile rinascimentale spagnolo dell'intera Aragona, nonché il primo in cui si mescolano le influenze dei palazzi fiorentini del Quattrocento con le sfumature del mudéjar aragonese.
Come d'abitudine nell'architettura aragonese, l'edificio è costruito con mattoni e ha una pianta rettangolare su tre livelli, che però non riflettono il volume interno che è costituito da un unico piano.
Oggi l'edificio è adibito a sala espositiva.